# Delta Amacuro
Delta Amacuro é um dos estados da Venezuela.

## Municípios
1. Antonio Díaz (Curiapo)
2. Casacoima (Sierra Imataca)
3. Pedernales (Pedernales)
4. Tucupita (Tucupita)